# Pradópolis
Pradópolis is een gemeente in de Braziliaanse deelstaat São Paulo. De gemeente telt 16.619 inwoners (schatting 2009).

## Geboren
- Cícero João de Cezare, "Cicinho" (1980), voetballer